# Diego Sanchez (lottatore)
Diego Sanchez (Albuquerque, 31 dicembre 1981) è un lottatore di arti marziali miste statunitense di origini messicane.
Combatte nella categoria dei pesi welter per l'organizzazione UFC, nella quale ha vinto la prima stagione del reality show The Ultimate Fighter ed è stato un contendente al titolo dei pesi leggeri nel 2009, quando venne sconfitto dal campione B.J. Penn; è stato anche detentore del titolo dei pesi welter King of the Cage.

## Carriera nelle arti marziali miste

### Inizi
Sanchez ha iniziato a praticare lotta libera nel Nuovo Messico prima di entrare nel team Jackson's Submission Fighting ed iniziare la sua carriera nelle arti marziali miste.
Il suo primo incontro ufficiale da professionista è datato 2002 ed avvenne con la federazione Ring of Fire.
Dopo due vittorie consecutive approda nella franchigia King of the Cage, dove dimostra il suo grande talento vincendo ben nove incontri di fila tra il 2003 ed il 2004, l'ultimo dei quali contro Jorge Santiago lo incorona campione dei Pesi welter King of the Cage; di queste vittorie solamente l'ultima e decisiva per il titolo avviene per decisione al termine del terzo round.
Sanchez chiude quindi da campione con un record di 11-0.

### Ultimate Fighting Championship

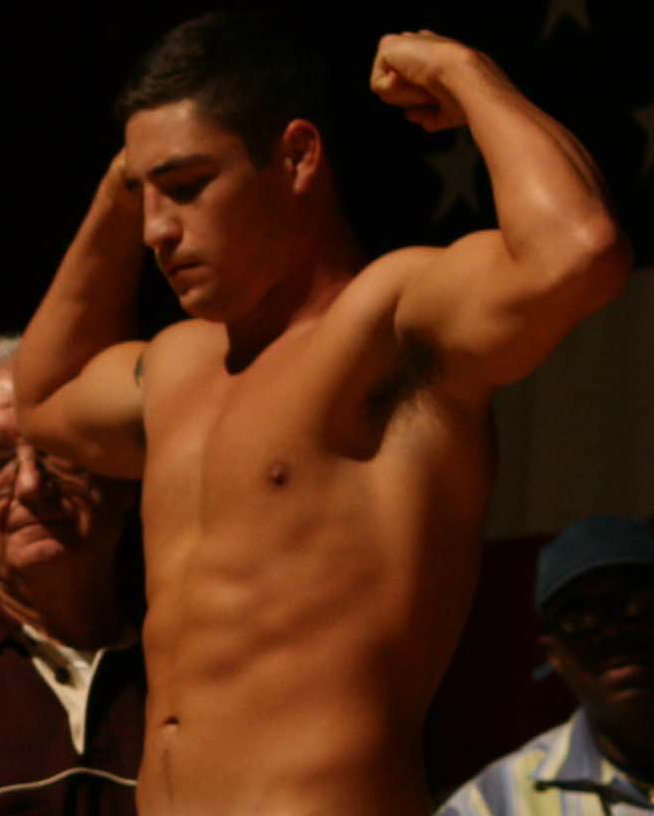
Diego Sanchez durante la cerimonia del peso

Entra nell'UFC nel 2005 grazie al reality show The Ultimate Fighter, che iniziò proprio quell'anno: Sanchez gareggiò nella categoria dei pesi medi e vinse il torneo di categoria sconfiggendo prima Josh Koscheck per decisione non unanime e poi Kenny Florian per KO tecnico al primo round, ottenendo automaticamente un contratto con l'UFC.
Dopo quella vittoria Sanchez torna nei Pesi welter e non smentisce le proprie abilità, mettendo a segno altre cinque vittorie consecutive che portano il suo record personale a 17-0: tra gli avversari sconfitti figurano anche Nick Diaz e Karo Parisyan.
Il 2007, anno che avrebbe potuto consacrare Sanchez come un pretendente al titolo di categoria, è invece amaro per il latinos, che subisce le prime due sconfitte della sua carriera per mano di Josh Koscheck e Jon Fitch.
Nei successivi due anni torna alla ribalta con un altro filotto di quattro vittorie, l'ultima della quale contro Clay Guida, il secondo incontro di seguito per la categoria dei pesi leggeri e che venne premiato Fight of the Year ai Fighters Only World MMA Awards del 2009.
Ottiene così la possibilità di lottare per il titolo dei Pesi Leggeri UFC contro il campione in carica B.J. Penn, ma in un incontro combattuto Sanchez deve arrendersi al quinto round per una ferita subita.
Successivamente torna ai pesi welter.
Dopo due vittorie per decisione unanime contro dei top fighter del calibro di Paulo Thiago e Martin Kampmann, Sanchez viene affrontato da Jake Ellenberger, lottatore artefice di una rapida ascesa in quegli anni e considerato un top 5 dei pesi welter da molti esperti del settore: Sanchez perde ai punti i primi due round, venendo più volte colpito al volto e senza mai creare problemi all'avversario, mentre al termine della terza ed ultima ripresa riesce a portare un significativo ground and pound che in altre situazioni avrebbe portato alla vittoria per KO tecnico; Ellenberger resiste fino al termine e viene premiato dai giudici con una vittoria unanime.

#### Ritorno ai pesi leggeri
Nel 2013 torna a combattere nei pesi leggeri e ottiene una dubbia vittoria ai punti contro il campione Pride Takanori Gomi in Giappone.
In ottobre sfida l'ex campione Strikeforce e WEC ed ex contendente al titolo Gilbert Melendez venendo sconfitto ai punti in un incontro spettacolare che venne premiato con il riconoscimento Fight of the Night.
Nel 2014 venne sconfitto anche dal talento Myles Jury per decisione unanime dei giudici di gara.
In giugno nella sua Albuquerque ottiene una contestatissima vittoria ai punti contro Ross Pearson.
In novembre avrebbe dovuto affrontare il nordirlandese Norman Parke nel primo evento dell'UFC in Messico, ma sia Parke che il suo sostituito Joe Lauzon diedero forfeit.
A gennaio del 2015 viene sottoposto ad un intervento chirurgico alla clavicola, il quale si ruppe durante gli allenamenti.
A novembre affrontò Ricardo Lamas al suo debutto nella categoria dei pesi piuma. Sanchez venne dominato dal primo all'ultimo round, subendo pesantissimi calci alle gambe che gli limitarono i movimenti all'interno dell'ottagono. Infine venne sconfitto per decisione unanime.
Il 5 marzo del 2016 tornò a combattere nei pesi leggeri, affrontando Jim Miller all'evento UFC 196. Dopo un incontro equilibrato, Sanchez ottenne la vittoria per decisione unanime.
Il 9 lugliò si ritrovò ad affrontare il veterano della UFC Joe Lauzon, all'evento UFC 200. Dopo quasi un minuto dall'inizio del match, Sanchez venne colpito da una serie di pugni che lo stordirono pesantemente; nonostante i vari tentativi di fuga, Sanchez venne sconfitto per KO tecnico. Questa fu la prima volta nella sua carriera ad essere stato finalizzato con lo striking.
A novembre del 2016 dovette affrontare Marcin Held. Sanchez vinse l'incontro per decisione unanime, rimanendo per molto tempo in una posizione dominante al tappeto. Il 22 aprile viene battuto per KO da Al Iaquinta.

#### Ritorno ai pesi welter
Sanchez torna ai pesi welter perdendo contro Matt Brown per KO l'11 novembre; in seguito infila due vittorie consecutive contro Craig White e Mickey Gall (Performance of the Night), prima di essere sconfitto da Michael Chiesa.

## Risultati nelle arti marziali miste
Gli incontri segnati su sfondo grigio si riferiscono ad incontri di esibizione non ufficiali o comunque non validi per essere integrati nel record da professionista.
| Risultato | Record | Avversario       | Metodo                           | Evento                                                        | Data              | Round | Tempo | Città                      | Note                                                                                                |
| --------- | ------ | ---------------- | -------------------------------- | ------------------------------------------------------------- | ----------------- | ----- | ----- | -------------------------- | --------------------------------------------------------------------------------------------------- |
| Sconfitta | 30-14  | Kevin Lee        | Decisione (unanime)              | Eagle FC 46                                                   | 11 marzo 2022     | 3     | 5:00  | Miami, Stati Uniti         | |
| Sconfitta | 30-13  | Jake Matthews    | Decisione (unanime)              | UFC 253: Adesanya vs. Costa                                   | 27 settembre 2020 | 3     | 5:00  | Abu Dhabi, Emirati Arabi   | |
| Vittoria  | 30-12  | Michel Pereira   | DQ (ginocchiata illegale)        | UFC Fight Night: Anderson vs. Błachowicz 2                    | 15 febbraio 2020  | 3     | 3:09  | Rio Rancho, Stati Uniti    | La vittoria per ko di pereira venne giudicata illegale poiché avvenuta mentre sanchez era a terra . |
| Sconfitta | 29-12  | Michael Chiesa   | Decisione (unanime)              | UFC 239: Jones vs. Santos                                     | 6 luglio 2019     | 3     | 5:00  | Paradise, Stati Uniti      | |
| Vittoria  | 29-11  | Mickey Gall      | KO tecnico (pugni)               | UFC 235: Jones vs. Smith                                      | 2 marzo 2019      | 2     | 4:13  | Las Vegas, Stati Uniti     | Performance of the Night                                                                            |
| Vittoria  | 28-11  | Craig White      | Decisione (unanime)              | UFC 228: Woodley vs. Till                                     | 8 settembre 2018  | 3     | 5:00  | Dallas, Stati Uniti        | |
| Sconfitta | 27-11  | Matt Brown       | KO (gomitata)                    | UFC Fight Night: Poirier vs. Pettis                           | 11 novembre 2017  | 1     | 3:44  | Norfolk, Stati Uniti       | Ritorno ai pesi welter                                                                              |
| Sconfitta | 27-10  | Al Iaquinta      | KO Tecnico (pugni)               | UFC Fight Night: Swanson vs. Lobov                            | 22 aprile 2017    | 1     | 1:38  | Nashville, Stati Uniti     | |
| Vittoria  | 27-9   | Marcin Held      | Decisione (unanime)              | The Ultimate Fighter Latin America 3 Finale                   | 5 novembre 2016   | 3     | 5:00  | Città del Messico, Messico | |
| Sconfitta | 26-9   | Joe Lauzon       | KO Tecnico (pugni)               | UFC 200: Tate vs. Nunes                                       | 9 luglio 2016     | 1     | 1:26  | Las Vegas, Stati Uniti     | |
| Vittoria  | 26-8   | Jim Miller       | Decisione (unanime)              | UFC 196: McGregor vs. Diaz                                    | 5 marzo 2016      | 3     | 5:00  | Las Vegas, Stati Uniti     | Ritorna ai Pesi Leggeri                                                                             |
| Sconfitta | 25-8   | Ricardo Lamas    | Decisione (unanime)              | The Ultimate Fighter: Latin America 2 Finale                  | 21 novembre 2015  | 3     | 5:00  | Monterrey, Messico         | Debutto nei Pesi Piuma                                                                              |
| Vittoria  | 25-7   | Ross Pearson     | Decisione (non uannime)          | UFC Fight Night: Henderson vs. Khabilov                       | 7 giugno 2014     | 3     | 5:00  | Albuquerque, Stati Uniti   | |
| Sconfitta | 24-7   | Myles Jury       | Decisione (unanime)              | UFC 171: Hendricks vs. Lawler                                 | 15 marzo 2014     | 3     | 5:00  | Dallas, Stati Uniti        | |
| Sconfitta | 24-6   | Gilbert Melendez | Decisione (unanime)              | UFC 166: Velasquez vs. dos Santos 3                           | 19 ottobre 2013   | 3     | 5:00  | Houston, Stati Uniti       | |
| Vittoria  | 24-5   | Takanori Gomi    | Decisione (non unanime)          | UFC on Fuel TV: Silva vs. Stann                               | 3 marzo 2013      | 3     | 5:00  | Saitama, Giappone          | Passa ai Pesi Leggeri                                                                               |
| Sconfitta | 23-5   | Jake Ellenberger | Decisione (unanime)              | UFC on Fuel TV: Sanchez vs. Ellenberger                       | 15 febbraio 2012  | 3     | 5:00  | Omaha, Stati Uniti         | |
| Vittoria  | 23–4   | Martin Kampmann  | Decisione (unanime)              | UFC Live: Sanchez vs. Kampmann                                | 3 marzo 2011      | 3     | 5:00  | Louisville, Stati Uniti    | |
| Vittoria  | 22–4   | Paulo Thiago     | Decisione (unanime)              | UFC 121: Lesnar vs. Velasquez                                 | 23 ottobre 2010   | 3     | 5:00  | Anaheim, Stati Uniti       | |
| Sconfitta | 21–4   | John Hathaway    | Decisione (unanime)              | UFC 114: Rampage vs. Evans                                    | 29 maggio 2010    | 3     | 5:00  | Las Vegas, Stati Uniti     | Passa ai Pesi Welter                                                                                |
| Sconfitta | 21–3   | B.J. Penn        | KO Tecnico (ferita)              | UFC 107: Penn vs. Sanchez                                     | 12 dicembre 2009  | 5     | 2:37  | Memphis, Stati Uniti       | Per il titolo dei Pesi Leggeri UFC                                                                  |
| Vittoria  | 21–2   | Clay Guida       | Decisione (non unanime)          | The Ultimate Fighter: United States vs. United Kingdom Finale | 20 giugno 2009    | 3     | 5:00  | Las Vegas, Stati Uniti     | |
| Vittoria  | 20–2   | Joe Stevenson    | Decisione (unanime)              | UFC 95: Sanchez vs. Stevenson                                 | 21 febbraio 2009  | 3     | 5:00  | Londra, Regno Unito        | Passa ai Pesi Leggeri                                                                               |
| Vittoria  | 19–2   | Luigi Fioravanti | KO Tecnico (ginocchiata e pugni) | The Ultimate Fighter: Team Rampage vs Team Forrest Finale     | 21 giugno 2008    | 3     | 4:07  | Las Vegas, Stati Uniti     | |
| Vittoria  | 18–2   | David Bielkheden | Sottomissione (pugni)            | UFC 82: Pride of a Champion                                   | 1º marzo 2008     | 1     | 4:43  | Columbus, Stati Uniti      | |
| Sconfitta | 17–2   | Jon Fitch        | Decisione (non unanime)          | UFC 76: Knockout                                              | 22 settembre 2007 | 3     | 5:00  | Anaheim, Stati Uniti       | |
| Sconfitta | 17–1   | Josh Koscheck    | Decisione (unanime)              | UFC 69: Shootout                                              | 7 aprile 2007     | 3     | 5:00  | Houston, Stati Uniti       | |
| Vittoria  | 17–0   | Joe Riggs        | KO (ginocchiata)                 | UFC Fight Night: Sanchez vs Riggs                             | 13 dicembre 2006  | 1     | 1:45  | San Diego, Stati Uniti     | |
| Vittoria  | 16–0   | Karo Parisyan    | Decisione (unanime)              | UFC Fight Night 6                                             | 17 agosto 2006    | 3     | 5:00  | Las Vegas, Stati Uniti     | |
| Vittoria  | 15–0   | John Alessio     | Decisione (unanime)              | UFC 60: Hughes vs. Gracie                                     | 27 maggio 2006    | 3     | 5:00  | Los Angeles, Stati Uniti   | |
| Vittoria  | 14–0   | Nick Diaz        | Decisione (unanime)              | The Ultimate Fighter 2 Finale                                 | 5 novembre 2005   | 3     | 5:00  | Las Vegas, Stati Uniti     | |
| Vittoria  | 13–0   | Brian Gassaway   | Sottomissione (pugni)            | UFC 54: Boiling Point                                         | 20 agosto 2005    | 2     | 1:56  | Las Vegas, Stati Uniti     | Passa ai Pesi Welter                                                                                |
| Vittoria  | 12–0   | Kenny Florian    | KO Tecnico (pugni)               | The Ultimate Fighter 1 Finale                                 | 9 aprile 2005     | 1     | 2:49  | Las Vegas, Stati Uniti     | Vince il torneo dei Pesi Medi TUF 1                                                                 |
| Vittoria  | NU     | Josh Koscheck    | Decisione (non unanime)          | The Ultimate Fighter 1                                        | 28 marzo 2005     | 3     | 5:00  | Las Vegas, Stati Uniti     | Torneo dei Pesi Medi TUF 1, Semifinale                                                              |
| Vittoria  | NU     | Josh Rafferty    | Sottomissione (rear naked choke) | The Ultimate Fighter 1                                        | 7 marzo 2005      | 1     | 1:48  | Las Vegas, Stati Uniti     | Torneo dei Pesi Medi TUF 1, Secondo turno                                                           |
| Vittoria  | NU     | Alex Karalexis   | Sottomissione (rear naked choke) | The Ultimate Fighter 1                                        | 7 febbraio 2005   | 1     | 1:47  | Las Vegas, Stati Uniti     | Torneo dei Pesi Medi TUF 1, Primo turno                                                             |
| Vittoria  | 11–0   | Jorge Santiago   | Decisione (unanime)              | King of the Cage 36: Unfinished Business                      | 12 giugno 2004    | 3     | 5:00  | San Jacinto, Stati Uniti   | Vince il titolo dei Pesi Welter KOTC                                                                |
| Vittoria  | 10–0   | Ray Elbe         | Sottomissione (pugni)            | King of the Cage 35: Albuquerque                              | 15 maggio 2004    | 1     | 1:07  | Albuquerque, Stati Uniti   | |
| Vittoria  | 9–0    | Travis Beachler  | KO Tecnico (pugni)               | Pride of Albuquerque                                          | 10 aprile 2004    | 1     | 0:35  | Albuquerque, Stati Uniti   | |
| Vittoria  | 8–0    | Cruz Chacon      | Sottomissione (rear naked choke) | King of the Cage 35: Acoma                                    | 28 febbraio 2004  | 1     | 0:41  | Acoma Pueblo, Stati Uniti  | |
| Vittoria  | 7–0    | John Cronk       | Sottomissione (kimura)           | King of the Cage 26: Gladiator Challenge                      | 3 agosto 2003     | 2     | 1:30  | Las Cruces, Stati Uniti    | |
| Vittoria  | 6–0    | Rene Kronvold    | Sottomissione (armbar)           | King of the Cage 24: Mayhem                                   | 14 giugno 2003    | 1     | 3:39  | Albuquerque, Stati Uniti   | |
| Vittoria  | 5–0    | Mike Guymon      | Sottomissione (armbar)           | King of the Cage 23: Sin City                                 | 16 maggio 2003    | 1     | 4:57  | Las Vegas, Stati Uniti     | |
| Vittoria  | 4–0    | Jake Short       | KO Tecnico (pugni)               | King of the Cage 21: Invasion                                 | 21 febbraio 2003  | 1     | 2:34  | Albuquerque, Stati Uniti   | |
| Vittoria  | 3–0    | Shannon Ritch    | Sottomissione (rear naked choke) | King of the Cage 20: Crossroads                               | 15 dicembre 2002  | 1     | 0:59  | Bernalillo, Stati Uniti    | |
| Vittoria  | 2–0    | Jesus Sanchez    | KO (pugni)                       | Aztec Challenge 1                                             | 6 settembre 2002  | 2     | 2:33  | Ciudad Juárez, Messico     | |
| Vittoria  | 1–0    | Michael Johnson  | Sottomissione (rear naked choke) | Ring of Fire 5: Predators                                     | 21 giugno 2002    | 1     | 3:45  | Colorado, Stati Uniti      | |